# 鲁贝站
鲁贝站，是法国的一个铁路车站，位于法国城市鲁贝。

## 位置
鲁贝站位于鲁贝市区的西部，里尔—穆斯克龙铁路9.81公里处。车站大致呈南北走向，主站房位于铁路线东侧。

## 历史
鲁贝站最初建于1842年，仅为一个小站。后随着这一地区城市的发展，鲁贝站于1888年扩建成为这一地区的重要车站，由悉尼·邓尼特设计的鲁贝火车站站房也成为了鲁贝地区的标志性建筑物之一。但随着20世纪末高速铁路以及里尔地铁2号线的建成，使用鲁贝站的乘客数量已大幅下降。

## 站台设置
| 西↑ |             |  |             |
|     | 岛式        |  |             |
| B道 |             |  | 图尔宽方向→ |
| A道 |             |  | ←里尔方向   |
|     | 侧式 主站房 |  |             |
| 东↓ |             |  |             |

## 停靠线路
以下列车线路在鲁贝站停靠：
| 鲁贝站列车线路表 |                     |                     |        |              |
| 线路             | 车种                | 上一站              | 下一站 | 大致运行频率 |
| 巴黎—图尔宽      | TGV                 | 克鲁瓦-瓦斯凯勒     | 图尔宽 | 每天2趟左右  |
| 里尔—图尔宽      | TER Hauts-de-France | 克鲁瓦拉洛梅特      | 图尔宽 | 每天6趟左右  |
| 里尔—科特赖克    | InterCity           | 里尔/克鲁瓦拉洛梅特 | 图尔宽 | 每天10趟左右 |
| 里尔—安特卫普    | InterCity           | 里尔                | 图尔宽 | 每天9趟左右  |
| 1.               |                     |                     |        |              |

## 配套交通

### 长途客车
鲁贝站附近暂无常规长途客运线路，当铁路线施工或罢工时，SNCF可能会提供途径该线路沿途站点的大巴车。

### 城市公共交通
| 鲁贝站附近的市内公共交通线路 |                | |
| 站点名称                     | 位置           | 停靠线路 |
| 火车站                       | 鲁贝站门口地下 | ：里尔-圣菲利贝尔 ↔ 图尔宽-德龙中心医院 |
| 火车站                       | 鲁贝站内侧靠北 | 30：马克河畔福雷-特雷森路 → 图尔宽-中心 33：莱尔-教堂 → 图尔宽-爱因斯坦 CIT5：瓦特勒洛-市中心 → 鲁贝-博爱                                         |
| 火车站                       | 鲁贝站内侧靠南 | 32：鲁贝-火车站 ↔ 阿斯克新城-市政厅/瓦斯凯勒-让-保罗·萨尔特                                                                                       |
| 火车站                       | 鲁贝站外侧靠北 | 30：图尔宽-中心 → 马克河畔福雷-特雷森路 33：图尔宽-爱因斯坦 → 莱尔-教堂 CIT5：鲁贝-博爱 → 瓦特勒洛-市中心 Z6：鲁贝-火车站 ↔ 瓦特勒洛-温努特开发区 |
| 1. 2.                        |                | |

### 社会车辆
鲁贝站门口设有社会车辆停车场。

## 临近车站
| 鲁贝站（Gare de Roubaix）      |                   |                  |
| 上行车站                       | 线路              | 下行车站         |
| 克鲁瓦拉洛梅特站 1.4km ←       | 里尔—穆斯克龙铁路 | 图尔宽站 → 2.6km |
| - 本表仅显示运营中的线路及车站 |                   |                  |